# Puellina nana
Puellina nana är en mossdjursart som beskrevs av Reverter Gil och Fernandez Pulpeiro 2007. Puellina nana ingår i släktet Puellina och familjen Cribrilinidae. Inga underarter finns listade i Catalogue of Life.